# Zichy Ferenc (püspök)
Zicsi és vázsonykői gróf Zichy Ferenc (Homonna, 1701. – Győr, 1783. június 8.) főispán, a  Győri egyházmegye megyéspüspöke 1743-tól haláláig.

## Életpályája

### Gyermekkora
Az ősrégi főnemesi gróf zicsi és vázsonykői Zichy család sarja. Édesapja, gróf Zichy Péter (1674–1726), édesanyja gróf homonnai Drugeth Mária Klára volt. Apai nagyszülei gróf Zichy István (†1700) és pribéri Melith Mária voltak. Dédapja, pedig zicsi és vázsonykői gróf Zichy István (1616-1692), tárnokmester, koronaőr, főispán, aki a Zichy család számára szerezte a grófi címet. Szülei Győrött, a Liszt Ferenc u. 20. szám alatt, a mai Zichy-palotában laktak. Zichy Ferenc a gyermekéveit Győrben töltötte.

### Munkássága
1718-ban a Pazmaneumban tanult. A teológiát Rómában és Olmützben tanulta. 1725-től váradi kanonok. 1731-től nyitrai főesperes.
1724-ben szentelték pappá. 1743-ban nevezték ki győri püspökké, ő még a nagy Győregyházmegyét kormányozhatta. A püspökök közül Zichy Ferenc volt az utolsó Győr vármegye főispáni székében; 1743. szeptember 6-ától haláláig töltötte be e tisztet. A püspökvárban akkortájt a katonaság székelt. A várat Zichy Ferenc húszezer rajnai forintért visszaváltotta, és 15 ezer Ft-ért rendbe hozatta. A renovált püspökvári tornyon ma is a Zichy-címer látható.
Az egyházmegye templomainak több, mint fele az ő idejében épült vagy esett át nagyjavításon. 1763-tól restauráltatta és felszereltette a székesegyházat, 1772-től elindította a teljes belső átalakíttatását. A munkák irányításával Szily János kanonokot bízta meg. Zichy idejében készült el a Mária-oltár (1764–1767), a szentély két első pillérére helyezett két ólomdomborműves oltár (Jacopo Mollinarolo, 1760–1770 k.), a kanonoki sekrestye gazdagon faragott bútorzata, az orgona (Peking Péter, 1771), az északi és a déli vörösmárvány kapuzat (1774), a szentély püspöki és nagypréposti trónusa (1770 k.) – amelyből a bal oldalit Mária Terézia ajándékozta a püspöknek –, a székesegyház belső műmárvány borítása és a főoltár hat nagyméretű ezüst gyertyatartója, valamint ezüst oltárkészlete, a szentély ezüst örökmécsese (Joseph Moser, Bécs, 1770-es évek). Püspöki aranybrokát ornátusa 24 darabból állt, kora leggazdagabb liturgikus viseletegyüttese volt. Páratlanul értékes zománcdíszes és ékköves pásztorbotja, melyet aranymiséjére készíttetett ugyancsak Bécsben (1774. augusztus 15.). Ekkor készültek a székesegyház hatalmas mennyezetfreskói, a főoltár nagyméretű képe, Franz Anton Maulbertsch alkotása. 1774-ben, amikor aranymisés jubileumán a megújult katedrálist felszentelte, Mária Terézia saját kezűleg készített számára arany díszöltözetet. Kidolgozta a kanonoki hivatással járó évdíjakat. Püspöki jövedelmén kívül családi vagyonából 600 ezer forintot költött egyházi célokra, oltárokat építtetett, misék felszereléseit szereztette be. A földrengés által megrongált szemináriumot helyreállíttatta és kibővíttette.
1777-ben egyházmegyéjéből kivált a Szombathelyi Egyházmegye, amelynek első püspökévé egykori titkárát, felsőszopori Szily Jánost választották.
Az egyházmegye anyagi gyarapítása mellett nagy gondot fordított az egyház szellemiségére is, Győr-Nádorvárosba ő telepítette le a kamilliánusokat, és számos új plébániát is létesített.

### Halála
1783 pünkösdjén hunyt el, 83 éves korában. Holttestét a székesegyházi kegyoltár alá temették.

## Művei
1. Edictum episcopi Jauriensis. De festorum celebratione. Győr, 1754
2. Epistola pastoralis episcopi Jauriensis. Győr, 1755
3. Raaber bischöfliche Verordnung über dia Festtage. Győr, 1771
4. A győri megyében levő híveknek. Győr, 1773